# Parque dos Pequizeiros
O Parque Distrital dos Pequizeiros, anteriormente conhecido como Parque Ecológico dos Pequizeiros, é uma unidade de conservação ambiental localizada em Planaltina, Distrito Federal, com uma área de 770,338 hectares. O parque foi criado em 1999 e recategorizado em 2019. O local oferece opções de lazer, como caminhadas e mountain bike, além de promover a educação ambiental e a pesquisa científica. Vale ressaltar que o parque exige agendamento prévio para visitas.

## Classificação
O Parque Distrital dos Pequizeiros é uma Unidade de Conservação (UC) de proteção integral localizada no Distrito Federal, Brasil, classificada como um parque distrital. Essa categoria tem como objetivo principal a preservação de ecossistemas naturais de alta relevância ecológica e beleza cênica, além de promover atividades de educação ambiental, pesquisa científica, turismo ecológico e recreação em contato com a natureza.
Conforme a regulamentação aplicável, para ser classificado como Parque Distrital, pelo menos 50% da área total da unidade deve ser composta por áreas de preservação permanente, incluindo veredas, campos de murundus ou manchas representativas das diversas fitofisionomias do bioma Cerrado. A visitação pública e a pesquisa científica nessas áreas estão sujeitas a normas e restrições previstas no plano de manejo da unidade, sob a administração do Instituto Brasília Ambiental no Distrito Federal.

## Histórico
O Parque Distrital dos Pequizeiros, anteriormente denominado Parque Ecológico dos Pequizeiros, foi instituído pela Lei nº 2.279, de 7 de janeiro de 1999, com os objetivos de preservar ecossistemas naturais, fomentar o ecoturismo, promover a educação ambiental e incentivar atividades de pesquisa científica. Em 2019, sua classificação foi alterada para Parque Distrital dos Pequizeiros, conforme a Lei nº 6.414.
Localizado no Núcleo Rural Santos Dumont, em Planaltina (Distrito Federal), o parque abrange uma área de 770,338 hectares ou 783,16 hectares, conforme diferentes critérios de medição.
O Parque destaca-se pela proteção do bioma Cerrado e pela oferta de trilhas que conduzem à Cachoeira do Vale Perdido, sendo reconhecido como um importante destino para atividades de lazer, ecoturismo e contato direto com a natureza

## Trilhas e atrativos
O Parque Distrital dos Pequizeiros oferece trilhas que totalizam aproximadamente 8 km (ida e volta), podendo ser percorridas tanto por trilha quanto por uma pequena estrada de terra. Os visitantes podem escolher livremente por onde iniciar o trajeto. O percurso, com desníveis e terrenos acidentados, exige maior cuidado. Ao longo do caminho, é possível admirar matas de galeria e matas secas em excelente estado de conservação, além de desfrutar de uma vista espetacular do Vale do São Bartolomeu, especialmente ao optar pela trilha que leva à cachoeira.
A principal atração do parque é a Cachoeira do Vale Perdido, também conhecida como Cachoeira dos Pequizeiros, situada a cerca de 4 km da entrada. O local possui um poço natural rodeado por pedras, ideal para quem deseja se refrescar. Mais adiante, seguindo o curso do rio, há uma segunda queda d’água, com um poço menor que também encanta os visitantes, proporcionando cenários perfeitos para contemplação e fotos. É importante ressaltar que o acesso ao parque deve ser previamente agendado.

## Flora
Foi realizado um estudo florístico  no Parque Ecológico dos Pequizeiros (PEP-DF), que revelou uma notável diversidade de espécies arbóreas na região. No cerradão, foram identificadas 103 espécies, enquanto no cerrado sentido restrito foram registradas 96. O cerradão apresentou maior exclusividade, com 52 espécies e 59 gêneros únicos, em contraste com o cerrado sentido restrito, que contou com 15 espécies e 12 gêneros exclusivos.
As famílias Fabaceae, Myrtaceae, Vochysiaceae e Rubiaceae destacaram-se como as mais ricas em espécies no cerradão, enquanto no cerrado sentido restrito as famílias predominantes foram Fabaceae, Vochysiaceae e Malpighiaceae. Entre as espécies analisadas, Emmotum nitens obteve o maior Valor de Importância (VI) no cerradão, enquanto Qualea multiflora liderou no cerrado sentido restrito.
Além disso, as espécies Xylopia aromatica e Ouratea hexasperma demonstraram diferentes estratégias de colonização entre as áreas analisadas, evidenciando a heterogeneidade ambiental da região. A análise de similaridade florística revelou que o cerradão é influenciado pelo recrutamento de espécies características de ambientes savânicos do cerrado sentido restrito, destacando as interações ecológicas complexas entre as distintas formações vegetacionais.

## Musgos
Outro estudo significativo realizado no Parque dos Pequizeiros, em Planaltina, Distrito Federal, focou na identificação de musgos presentes na área. O levantamento teve como objetivo contribuir para o conhecimento da biodiversidade local e revelou uma diversidade de espécies de musgos distribuídas em diferentes famílias.
As espécies identificadas no estudo são:
- Osulabryum billarderi (Bryaceae)
- Rosulabryum densifolium (Bryaceae)
- Rosulabryum huillense (Bryaceae)
- Octoblepharum albidum (Calymperaceae)
- Campylopus gastro-alaris (Dicranaceae)
- Campylopus occultus (Dicranaceae)
- Campylopus pilifer (Dicranaceae)
- Ochrobryum gardneri (Dicranaceae)
- Schlotheimia rugifolia (Orthotrichaceae)
- Trichostomum tenuirostre (Orthotrichaceae)
- Chryso-hypnum diminutivum (Hypnaceae)
- Callicostella pallida (Pilotrichaceae)
- Sematophyllum galipense (Sematophyllaceae)
- Sematophyllum subpinnatum (Sematophyllaceae)

## Fauna
Como parte de uma iniciativa para incentivar o público a frequentar e valorizar as espécies de aves nos parques do Distrito Federal, o Instituto Brasília Ambiental (IBRAM) publicou o livro “Vamos Passarinhar”, que reúne informações sobre aves avistadas nas unidades de conservação locais.
No Parque Distrital dos Pequizeiros, localizado em Planaltina, Distrito Federal, foi registrada uma rica diversidade de espécies, muitas delas características do bioma Cerrado. Abaixo, segue a lista das aves avistadas no parque:
Espécies registradas:
- Alma-de-gato
- Anu-preto
- Arara-canindé
- Ariramba
- Asa-branca
- Balança-rabo-de-máscara
- Batuqueiro-de-bico-laranja
- Beija-flor
- Beija-flor-de-garganta-verde
- Beija-flor-tesoura-verde
- Bem-te-vi
- Bico-chato-de-orelha-preta
- Bico-reto-azul
- Bico-virado-carijó
- Cambacica
- Canário-do-mato
- Carcará
- Carrapateiro
- Choca-da-mata
- Choca-de-asa-vermelha
- Chorozinho-de-bico-comprido
- Coleirinho
- Curruíra
- Estrelinha-ametista
- Falcão-de-coleira
- Filipe-de-peito-riscado
- Fogo-apagou
- Garrinchão-de-barriga-vermelha
- Gavião-carijó
- Gavião-de-cauda-curta
- Golinho
- Guaracava-de-barriga-amarela
- Guaracava-de-topete-uniforme
- João-de-pau
- João-porca
- Maracanã-do-buriti
- Maria-cavaleira-de-rabo-enferrujado
- Neinei
- Papa-capim (Baiano)
- Periquito-de-encontro-amarelo
- Periquito-rei
- Petrim
- Picapauzinho-escamoso
- Pitiguari
- Risadinha
- Piolhinho
- Rabo-branco-acanelado
- Rolinha
- Saíra-amarela
- Sabiá-branco
- Saíra-de-chapéu-preto
- Sabiá-do-campo
- Saí-andorinha
- Saí-azul
- Saíra-de-papo-preto
- Soldadinho
- Sovi
- Suiriri
- Suiriri-cinzento
- Tempero-viola
- Tico-tico-rei
- Tiziu
- Tucanuçu
- Urubu
- Urubu-de-cabeça-vermelha
- Viuvinha

## Acordo de Cooperação
O Instituto Brasília Ambiental (IBRAM) e a Associação Jaguaracambé firmaram um acordo de cooperação para a realização de projetos de monitoramento e conservação de mamíferos de médio e grande porte no parque. Um dos projetos consiste na instalação de armadilhas fotográficas em locais preservados, identificados por rastros e fezes de animais, com o objetivo de inventariar e monitorar a fauna local. O monitoramento visa gerar dados sobre as espécies presentes e identificar possíveis patógenos, contribuindo para estratégias de conservação e ações educativas, além de promover a conscientização ambiental por meio de mídias digitais.